# Zoran Šupić
Zoran Šupić (Szarajevó, Jugoszlávia, 1984. július 21. –) szerb labdarúgó.

## Pályafutása
2010 nyarán egy évre kölcsönbe a Lombard Pápa csapatához került.

## Sikerei, díjai
Győri ETO
- Magyar bajnoki bronzérmes: 2010

## Külső hivatkozások
- Hlsz.hu profil

1. ↑  eto.hu: Egy év kölcsönben, 2010. június 29.